# Olympische Sommerspiele 1980/Handball
Bei den XXII. Olympischen Spielen 1980 in Moskau wurden zwei Wettbewerbe im Handball ausgetragen: Bei den Männern und bei den Frauen.
Olympiasieger bei den Männern wurde die Mannschaft der Deutschen Demokratischen Republik (DDR) vor der UdSSR und Rumänien. Bei den Frauen gewann die Mannschaft der UdSSR die Goldmedaille vor Jugoslawien und der DDR.
Die Spiele wurden an zwei Orten ausgetragen: Im Sportpalast Sokolniki (im Zentrum von Moskau) und im Sportpalast Dynamo in Chimki (im Nordwesten Moskaus). Der Wettbewerb begann am 20. Juli 1980 und endete mit dem Finale am 30. Juli 1980. 100.493 Zuschauer verfolgten die Spiele im olympischen Handballwettbewerb.

## Männer
Von den bei der Weltmeisterschaft 1978 automatisch durch das Belegen der Plätze 1 bis 7 qualifizierten Mannschaften nahm der Weltmeister, die westdeutsche Auswahl, wegen des Olympiaboykotts nach einer Entscheidung des NOK auf Empfehlung der bundesdeutschen Regierung nicht teil. Drei weitere Mannschaften der westeuropäischen NOK (Dänemark, Schweiz und Spanien) wählten entgegen den Empfehlungen ihrer Regierungen eine andere Form des Protests und traten unter der Olympiafahne anstatt der eigenen Nationalflagge an.

### Medaillengewinner
| Gold | Silber | Bronze |
| --- | --- | --- |
| Deutsche Demokratische Republik Hans-Georg Beyer Lothar Doering Günter Dreibrodt Ernst Gerlach Klaus Gruner Rainer Höft Hans-Georg Jaunich Hartmut Krüger Peter Rost Dietmar Schmidt Wieland Schmidt Siegfried Voigt Frank-Michael Wahl Ingolf Wiegert Trainer: Paul Tiedemann | SowjetunionAleksandre Anpilogowi Wladimir Below Anatoli Fedjukin Mychajlo Ischtschenko Aljaksandr Karschakewitsch Juri Kidjajew Wladimir Krawzow Serhij Kuschnirjuk Wiktor Machorin Valdemaras Novickis Wladimir Repjew Alexei Schuk Mykola Tomin Jewgeni Tschernyschow Trainer: Anatolyj Ewtuschenko | Rumänien Ștefan Birtalan Iosif Boroș Adrian Cosma Cezar Drăgăniță Marian Dumitru Cornel Durău Alexander Fölker Claudiu Ionescu Nicolae Munteanu Vasile Stîngă Lucian Vasilache Neculai Vasilcă Radu Voina Maricel Voinea Trainer: Ioan Kunst-Ghermănescu, Niculae Nedeff und Lascăr Pană |

### Vorrundenspiele

#### Gruppe A
| Rang | Land                            | S | G | U | V | Tore    | Punkte |
| ---- | ------------------------------- | - | - | - | - | ------- | ------ |
| 1    | Deutsche Demokratische Republik | 5 | 4 | 1 | 0 | 108:092 | 9      |
| 2    | Ungarn                          | 5 | 3 | 2 | 0 | 096:088 | 8      |
| 3    | Spanien                         | 5 | 2 | 1 | 2 | 102:106 | 5      |
| 4    | Polen                           | 5 | 2 | 1 | 2 | 123:097 | 5      |
| 5    | Dänemark                        | 5 | 1 | 0 | 4 | 096:104 | 2      |
| 6    | Kuba                            | 5 | 0 | 1 | 4 | 103:141 | 1      |

| Datum    | Ortszeit  | Begegnung | Begegnung | Begegnung | Ergebnis      |
| -------- | --------- | --------- | --------- | --------- | ------------- |
| 20. Juli | 17:00 Uhr | Dänemark  | –         | Kuba      | 30:18 (18:8)  |
| 20. Juli | 18:30 Uhr | Polen     | –         | Ungarn    | 22:22 (11:7)  |
| 20. Juli | 20:00 Uhr | DDR       | –         | Spanien   | 21:17 (6:9)   |
| 22. Juli | 17:00 Uhr | Polen     | –         | Kuba      | 34:19 (14:10) |
| 22. Juli | 18:30 Uhr | Dänemark  | –         | Spanien   | 19:20 (7:7)   |
| 22. Juli | 20:00 Uhr | DDR       | –         | Ungarn    | 14:14 (9:7)   |
| 24. Juli | 17:00 Uhr | Spanien   | –         | Ungarn    | 17:20 (8:10)  |
| 24. Juli | 18:30 Uhr | Dänemark  | –         | Polen     | 12:26 (5:9)   |
| 24. Juli | 20:00 Uhr | DDR       | –         | Kuba      | 27:20 (13:10) |
| 26. Juli | 17:00 Uhr | Spanien   | –         | Kuba      | 24:24 (9:13)  |
| 26. Juli | 18:30 Uhr | Dänemark  | –         | Ungarn    | 15:16 (6:8)   |
| 26. Juli | 20:00 Uhr | DDR       | –         | Polen     | 22:21 (11:9)  |
| 28. Juli | 17:00 Uhr | Ungarn    | –         | Kuba      | 26:22 (14:11) |
| 28. Juli | 18:30 Uhr | Polen     | –         | Spanien   | 22:24 (13:11) |
| 28. Juli | 20:00 Uhr | DDR       | –         | Dänemark  | 24:20 (13:9)  |

#### Gruppe B
| Rang | Land        | S | G | U | V | Tore    | Punkte |
| ---- | ----------- | - | - | - | - | ------- | ------ |
| 1    | Sowjetunion | 5 | 4 | 0 | 1 | 134:075 | 8      |
| 2    | Rumänien    | 5 | 4 | 0 | 1 | 119:088 | 8      |
| 3    | Jugoslawien | 5 | 4 | 0 | 1 | 132:092 | 8      |
| 4    | Schweiz     | 5 | 2 | 0 | 3 | 110:098 | 4      |
| 5    | Algerien    | 5 | 1 | 0 | 4 | 094:124 | 2      |
| 6    | Kuwait      | 5 | 0 | 0 | 5 | 064:176 | 0      |

| Datum    | Ortszeit  | Begegnung   | Begegnung | Begegnung   | Ergebnis      |
| -------- | --------- | ----------- | --------- | ----------- | ------------- |
| 20. Juli | 17:00 Uhr | Jugoslawien | –         | Algerien    | 22:18 (12:10) |
| 20. Juli | 18:30 Uhr | Rumänien    | –         | Kuwait      | 32:12 (18:3)  |
| 20. Juli | 20:00 Uhr | UdSSR       | –         | Schweiz     | 22:15 (13:8)  |
| 22. Juli | 17:00 Uhr | Rumänien    | –         | Algerien    | 26:18 (14:7)  |
| 22. Juli | 18:30 Uhr | UdSSR       | –         | Kuwait      | 38:11 (22:5)  |
| 22. Juli | 20:00 Uhr | Jugoslawien | –         | Schweiz     | 26:21 (12:8)  |
| 24. Juli | 17:00 Uhr | Schweiz     | –         | Kuwait      | 32:14 (14:6)  |
| 24. Juli | 18:30 Uhr | UdSSR       | –         | Algerien    | 33:10 (16:3)  |
| 24. Juli | 20:00 Uhr | Jugoslawien | –         | Rumänien    | 23:21 (12:9)  |
| 26. Juli | 17:00 Uhr | Schweiz     | –         | Algerien    | 26:18 (11:7)  |
| 26. Juli | 18:30 Uhr | Jugoslawien | –         | Kuwait      | 44:10 (24:5)  |
| 26. Juli | 20:00 Uhr | UdSSR       | –         | Rumänien    | 19:22 (15:9)  |
| 28. Juli | 17:00 Uhr | Kuwait      | –         | Algerien    | 17:30 (14:11) |
| 28. Juli | 18:30 Uhr | Rumänien    | –         | Schweiz     | 18:16 (9:6)   |
| 28. Juli | 20:00 Uhr | UdSSR       | –         | Jugoslawien | 22:17 (12:9)  |

Die Entscheidung um die Plätze 1 bis 3 wurde anhand des Torverhältnisses der Spiele untereinander getroffen, in denen jede Mannschaft einen Sieg und eine Niederlage hatte.

### Endrunde
In der Finalrunde spielten die Mannschaften der beiden Gruppen am 30. Juli 1980 gemäß ihren Gruppen-Platzierungen gegeneinander.

#### Spiele um Plätze 5 bis 12
| Datum, Uhrzeit           | Team 1   | Team 2      | Ergebnis      |
| ------------------------ | -------- | ----------- | ------------- |
| Spiel um Platz 11        |          |             |               |
| 30. Juli 1980, 11:00 Uhr | Kuba     | Kuwait      | 32:24 (16:13) |
| Spiel um Platz 9         |          |             |               |
| 30. Juli 1980, 12:30 Uhr | Dänemark | Algerien    | 28:20 (15:9)  |
| Spiel um Platz 7         |          |             |               |
| 30. Juli 1980, 13:00 Uhr | Polen    | Schweiz     | 23:22 (11:10) |
| Spiel um Platz 5         |          |             |               |
| 30. Juli 1980, 14:00 Uhr | Spanien  | Jugoslawien | 24:23 (12:7)  |

#### Spiel um Platz 3
| Datum, Uhrzeit           | Team 1 | Team 2   | Ergebnis     |
| ------------------------ | ------ | -------- | ------------ |
| 30. Juli 1980, 14:45 Uhr | Ungarn | Rumänien | 18:20 (7:11) |

#### Finale
| Datum, Uhrzeit           | Team 1 | Team 2 | Ergebnis                  |
| ------------------------ | ------ | ------ | ------------------------- |
| 30. Juli 1980, 18:30 Uhr | DDR    | UdSSR  | 23:22 n.V. (20:20; 10:10) |

Der Torhüter der DDR-Auswahl, Wieland Schmidt, wehrte am Ende der Verlängerung den letzten Wurf (von Aljaksandr Karschakewitsch) mit dem Unterarm an die Latte und von dort ins Feld ab und sicherte den unerwarteten Sieg der DDR gegen die favorisierte Sowjetunion. Es war der einzige Titelgewinn einer deutschen Mannschaft bei Olympia im Hallenhandball.

### Torschützenliste
| Pl. | Spieler               | Team        | Spiele | Tore | FT | 7m |
| --- | --------------------- | ----------- | ------ | ---- | -- | -- |
| 1   | Jerzy Klempel         | Polen       | 6      | 44   | 22 | 20 |
| 2   | Ernst Züllig          | Schweiz     | 6      | 40   | 18 | 22 |
| 3   | Vasile Stîngă         | Rumänien    | 6      | 36   | 34 | 2  |
| 4   | Jesús Agramonte       | Kuba        | 6      | 34   | 28 | 6  |
| 5   | Pavle Jurina          | Jugoslawien | 6      | 33   | 33 | 0  |
|     | Frank-Michael Wahl    | DDR         | 6      | 33   | 33 | 0  |
|     | Ahcene Djeffal        | Algerien    | 6      | 33   | 14 | 19 |
| 8   | Zsolt Kontra          | Ungarn      | 6      | 30   | 18 | 12 |
|     | Juan Prendes          | Kuba        | 6      | 30   | 18 | 12 |
| 10  | Aleksandre Anpilogowi | UdSSR       | 6      | 29   | 15 | 14 |

FT – Feldtore, 7m – Siebenmeter

### Mannschaftskader Platz 4 bis Platz 12
4.  Ungarn: Béla Bartalos, János Fodor, Ernő Gubányi, László Jánovszki, Alpár Jegenyés, József Kenyeres, Zsolt Kontra, Péter Kovács, Miklós Kovacsics, Ambrus Lele, Árpád Pál, László Szabó, István Szilágyi, Sándor Vass; Trainer: Mihály Faludi
5.  Spanien: Jesús María Albisu, Vicente Calabuig, Juan de la Puente, Juan Pedro de Miguel, Francisco López, Gregorio López, Rafael López, Agustín Millán, Juan Francisco Muñoz, José Ignacio Novoa, José María Pagoaga, Eugenio Serrano Gispert, Juan José Uría, Javier Cabanas,  Trainer: Domingo Bárcenas
6.  Jugoslawien: Zlatan Arnautović, Jovica Cvetković, Adnan Dizdar, Jovica Elezović, Mile Isaković, Drago Jovović, Pavle Jurina, Enver Koso, Peter Mahne, Jasmin Mrkonja, Velibor Nenadić, Goran Nerić, Stjepan Obran, Momir Rnić; Trainer: Branislav Pokrajac
7.  Polen: Janusz Brzozowski, Piotr Czaczka, Jerzy Garpiel, Zbigniew Gawlik, Ryszard Jedliński, Andrej Kącki, Alfred Kałuziński, Jerzy Klempel, Grzegorz Kosma, Marek Panas, Henryk Rozmiarek, Zbigniew Tłuczyński, Daniel Waszkiewicz, Mieczysław Wojczak; Trainer: Jacek Zglinicki
8.  Schweiz: Konrad Affolter, Roland Brand, Hans Huber, Ugo Jametti, Peter Jehle, Robert Jehle, Hanspeter Lutz, Peter Maag, Walter Müller, Martin Ott, Max Schär, Rudolf Weber, Edi Wickli, Ernst Züllig; Trainer: Vinko Kandjia
9.   Dänemark: Michael Jørn Berg, Morten Stig Christensen, Anders Dahl-Nielsen, Iver Grunnet, Hans Hattesen, Carsten Haurum, Palle Jensen, Bjarne Jeppesen, Mogens Jeppesen, Thomas Pazyj, Erik Bue Pedersen, Poul Kjær Poulsen, Per Skaarup, Ole Nørskov Sørensen; Trainer: Leif Mikkelsen
10.  Algerien: Ali Akacha, Omar Azeb, Abdelatif Bakir, Abdelkrim Bendjemil, Abdelatif Bergheul, Azeddine Bouzerar, Ahcene Djeffal, Ahmed Farfar, Abdelkerim Hamiche, Kamel Hebri, Mohamed Machou, Mouloud Meknache, Rachid Mokrani, Abdelmadjid Slimani
11.  Kuba: Jesús Agramonte, Moisés Casales, Roberto Casuso, Ibrain Crombet, Miguel Izquierdo, Lázaro Jiménez, Juan Llanes, Sabino Medina, José Nenínger, Pablo Pedroso, Juan Prendes, Juan Querol, Roberto Zulueta, Lázaro Pedroso
12.  Kuwait: Abdelaziz al-Anjari, Khamis Bashir, Jasem al-Deyab, Ahmed al-Emran, Majid al-Khamis, Faraj al-Mutairi, Saleh Najem, Jasem al-Qassar, Mond al-Qassar, Abdullah al-Qena’i, Musa’ed al-Randi, Ismaeel Shahzadah, Khalid Shahzadah, Fawzi al-Shuwairbat

## Frauen

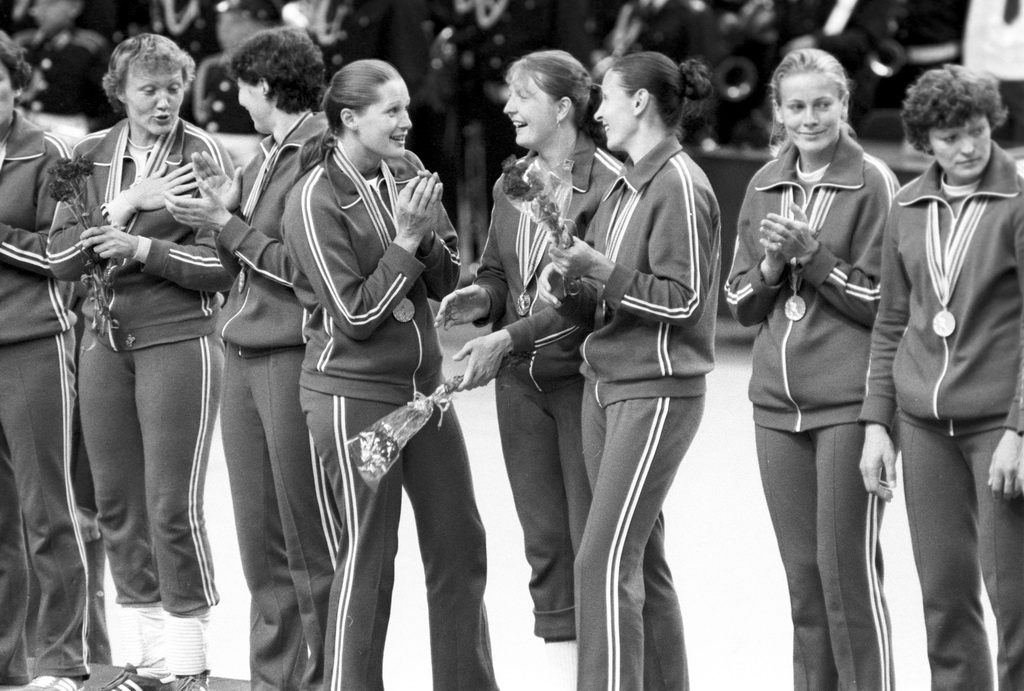
Die sowjetischen Goldmedaillengewinnerinnen bei der Siegerehrung

| Platz | Land | Spieler |
| ----- | ---- | --- |
| 1     | URS  | Olha Subarjewa, Sinajida Turtschyna, Sigita Strečen, Natalija Scherstjuk-Tymoschkina, Larissa Sawkina, Julija Safina, Iryna Paltschykowa, Tatjana Kotscherhyna, Walentyna Lutajewa, Laryssa Karlowa, Aldona Nenėnienė, Ljudmyla Poradnyk, Ljubow Odynokowa, Trainer: Michail Luzenko |
| 2     | YUG  | Mirjana Ðurica, Zorica Vojinović, Biserka Višnjić, Ana Titlić, Radmila Savić, Vesna Radović, Mirjana Ognjenović, Vesna Milošević, Jasna Merdan, Slavica Jeremić, Katica Ileš, Radmila Drljača, Svetlana Dašić-Kitić, Svetlana Anastasovska-Obućina                                   |
| 3     | DDR  | Hannelore Zober, Katrin Krüger, Evelyn Matz, Roswitha Krause, Christina Rost, Petra Uhlig, Sabine Röther, Kornelia Kunisch, Claudia Wunderlich, Kristina Richter, Waltraud Kretzschmar, Marion Tietz, Birgit Heinecke, Renate Rudolph                                                |

### Frauenturnier
| Rang | Team                            | Sp | G | U | V | Tore   | Pkt |
| ---- | ------------------------------- | -- | - | - | - | ------ | --- |
| 1    | Sowjetunion                     | 5  | 5 | 0 | 0 | 99:52  | 10  |
| 2    | Jugoslawien                     | 5  | 3 | 1 | 1 | 107:67 | 7   |
| 3    | Deutsche Demokratische Republik | 5  | 3 | 1 | 1 | 91:58  | 7   |
| 4    | Ungarn                          | 5  | 1 | 1 | 3 | 80:74  | 3   |
| 5    | Tschechoslowakei                | 5  | 1 | 1 | 3 | 65:78  | 3   |
| 6    | Volksrepublik Kongo             | 5  | 0 | 0 | 5 | 46:159 | 0   |

- 21. Juli
  - Sokolniki 17:00 UdSSR 30–11 Kongo
  - Dynamo 18:30 DDR 16–10 ČSSR
  - Dynamo 20:00 Ungarn 10–19 Jugoslawien
- 23. Juli
  - Sokolniki 17:00 UdSSR 17–7 ČSSR
  - Dynamo 18:30 Ungarn 39–10 Kongo
  - Dynamo 20:00 DDR 15–15 Jugoslawien
- 25. Juli
  - Sokolniki 17:00 UdSSR 16–12 Ungarn
  - Dynamo 18:30 DDR 28–6 Kongo
  - Dynamo 20:00 ČSSR 15–25 Jugoslawien
- 27. Juli
  - Sokolniki 17:00 UdSSR 18–9 Jugoslawien
  - Dynamo 18:30 ČSSR 23–10 Kongo
  - Dynamo 20:00 DDR 19–9 Ungarn
- 29. Juli
  - Sokolniki 13:00 Jugoslawien 39–9 Kongo
  - Sokolniki 14:30 Ungarn 10–10 ČSSR
  - Sokolniki 18:30 DDR 13–18 UdSSR